# (9115) Battisti
(9115) Battisti ist ein Asteroid des Hauptgürtels, der am 27. Februar 1997 von den italienischen Astronomen Piero Sicoli und Francesco Manca am Osservatorio Astronomico Sormano (IAU-Code 587) in Sormano entdeckt wurde.
Der Asteroid wurde am 8. Dezember 1998 nach dem italienischen Liedermacher Lucio Battisti (1943–1998) benannt.